# 랜디 퀘이드
랜들 루디 퀘이드(영어: Randall Rudy Quaid, 1950년 10월 1일 ~ )는 미국의 배우이다. 데니스 퀘이드의 형이다.

## 출연 작품
- 인디펜던스 데이
- 최후의 카테고리 7
- 고야의 유령
- 하드 레인